# Giovanni Artusi Canale
Giovanni Canale, detto Giovanni Artusi Canale, anche il Piscina o Pescina (Pescina, 1610 – 21 febbraio 1676), è stato uno scultore italiano.

## Biografia e opere
(Teodoro Bonanni)

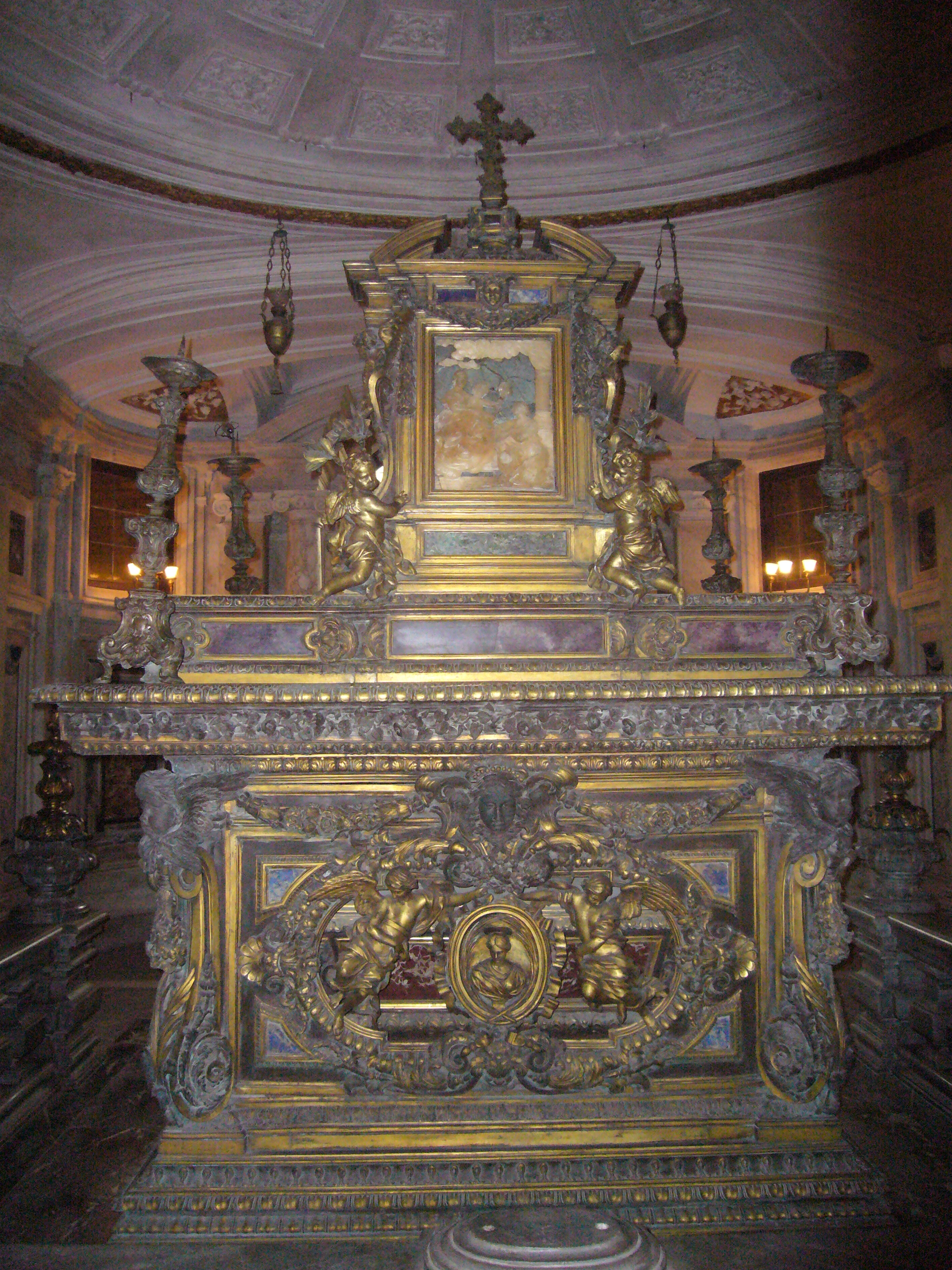
Altare della Chiesa dei Santi Luca e Martina a Roma

Giovanni Canale, detto Giovanni Artusi Canale o il Piscina o Pescina, nacque a Pescina, in Abruzzo intorno all'anno 1610 (secondo alcune fonti il 16 aprile 1609). Figlio di Andrea e Felicita fu il terzo di sette figli, la cui famiglia era originaria di Carrito nella Marsica. È stato architetto, scultore, incisore, fonditore e inventore di strumenti musicali.
Da giovane, dopo i primi anni di studio, si trasferì a Roma dove, sotto la protezione dei genitori del noto diplomatico pescinese Giulio Raimondo Mazzarino, Pietro Mazzarino e donna Ortensia Bufalini, frequentò la prestigiosa scuola di Gian Lorenzo Bernini. 
A Pescina tra il 1640 e il 1648 innalzò la facciata con pregevole lunetta della chiesa di San Francesco (in seguito intitolata a Sant'Antonio da Padova) abbellendo anche gli interni con artistiche decorazioni e statue.
Nel 1658 realizzò due candelieri di bronzo per la cappella di Santa Maria del Popolo.
Il maestro Bernini lo volle con sé per la realizzazione del colonnato della basilica di San Pietro in Vaticano e delle opere interne. Giovanni Canale ebbe il compito di lavorare e di fondere in bronzo gli intagli della cattedra dal 1663 al 1667. 
Lavorò alla gittata in bronzo della mole berniniana a Roma. Collaborò con ogni probabilità dopo il 1668 con lo scultore Cosimo Fancelli per la realizzazione dell'altare disegnato da Pietro da Cortona per la chiesa barocca dei Santi Luca e Martina al Foro Romano.
Secondo una leggenda l'artista incaricato dal Bernini a consegnare a Londra una statua al re d'Inghilterra, Carlo II, subì dal despota una morte atroce dopo che questi aveva ordinato di fargli ardere le mani. Da questo momento i suoi compagni italiani lo soprannominarono Artusi.   
Stando ad alcuni registri parrocchiali del paese natio morì il 21 febbraio 1676.